# Kanton Andelot-Blancheville
Kanton Andelot-Blancheville (fr. Canton d'Andelot-Blancheville) byl francouzský kanton v departementu Haute-Marne v regionu Champagne-Ardenne. Tvořilo ho 16 obcí. Zrušen byl po reformě kantonů 2014.

## Obce kantonu
- Andelot-Blancheville
- Bourdons-sur-Rognon
- Briaucourt
- Chantraines
- Cirey-lès-Mareilles
- Consigny
- Darmannes
- Ecot-la-Combe
- Forcey
- Mareilles
- Montot-sur-Rognon
- Reynel
- Rimaucourt
- Rochefort-sur-la-Côte
- Signéville
- Vignes-la-Côte